# 4711

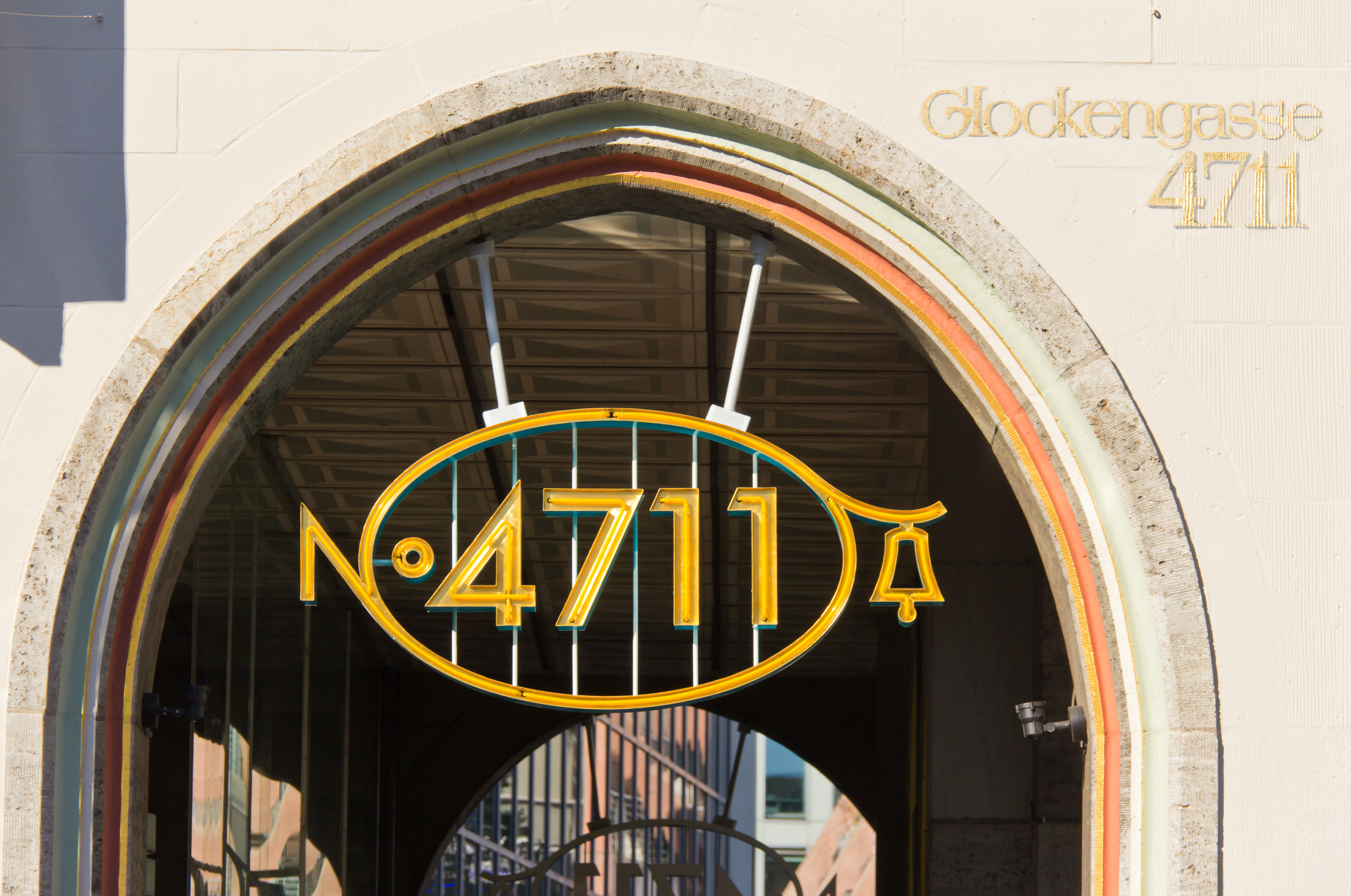
4711

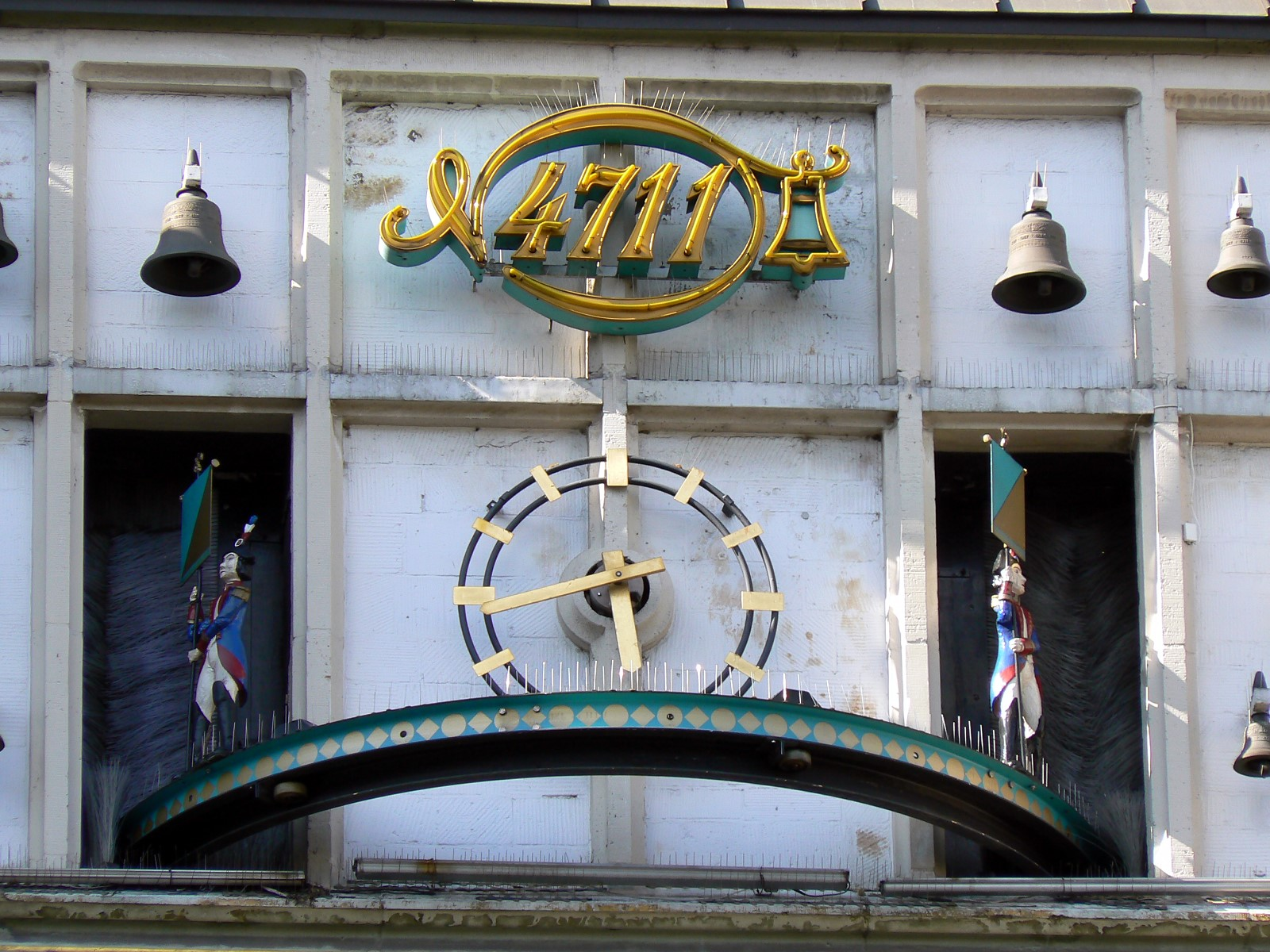
Clopotele de la intrarea firmei, care intonează zilnic La Marseillaise, din oră în oră, de la 9AM la 9PM

4711 este o apă de colonie, produsă în prezent de firma Mäurer & Wirtz GmbH & Co. KG, fiind unul dintre cele mai cunoscute articole de marcă.

## Istoric
La data de 19 august 1803 Wilhelm Mülhens a cumpărat de la Carlo Francesco Farina dreptul de a-i folosi numele ca nume de firmă, nume care n-avea nimic comun cu numele lui Johann Maria Farina, întemeietorul unei celebre firme de parfumuri din Köln. Prin această manevră Wilhelm Mülhens a produs parfumuri sub numele unei firme renumite. Numele actual al firmei, 4711, provine din timpul lui Napoleon Bonaparte care, după ce a cucerit orașul, a impus numerotarea caselor. Sediul firmei, aflat pe Glockengasse (strada Clopotelor), a primit numărul 4711 . Proprietarul firmei a folosit ca logo numărul casei de care era atârnat un clopoțel, care sugera numele străzii. În anul 1875 acest logo a fost înregistrat ca marcă comercială cu denumirea Echt Kölnisch Wasser (Apă de Köln veritabilă).